# Maison de la compagnie maritime
La maison de la compagnie maritime (finnois : Laivayhtiön talo) est un immeuble résidentiel du quartier d'Amuri à Tampere en Finlande,,.

## Présentation
La maison de la compagnie maritime est un immeuble résidentiel de six étages conçu par l'architecte Birger Federley dans un style Art nouveau .
La construction de l'édifice s'achève en 1908. 
En 1939, Heikki Tiitola apportera des modifications à la maison,.
Avec la maison du parc de l'Est qui est sa voisine, l'immeuble forme un ensemble impressionnant.

## Protection
La maison fait partie de l'environnement culturel bâti d'importance nationale de Hämeenpuisto classé par la Direction des musées de Finlande.

## Galerie

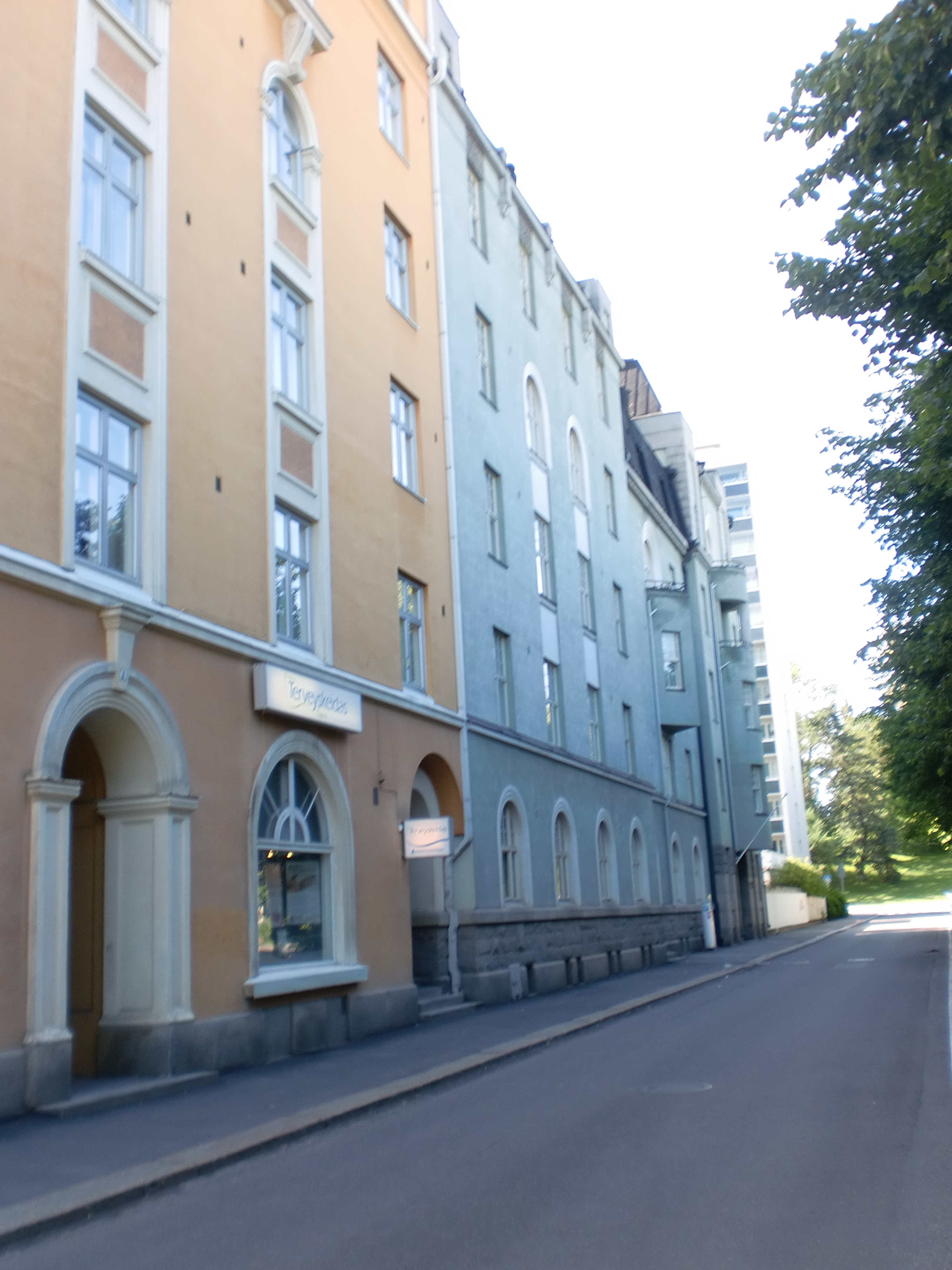
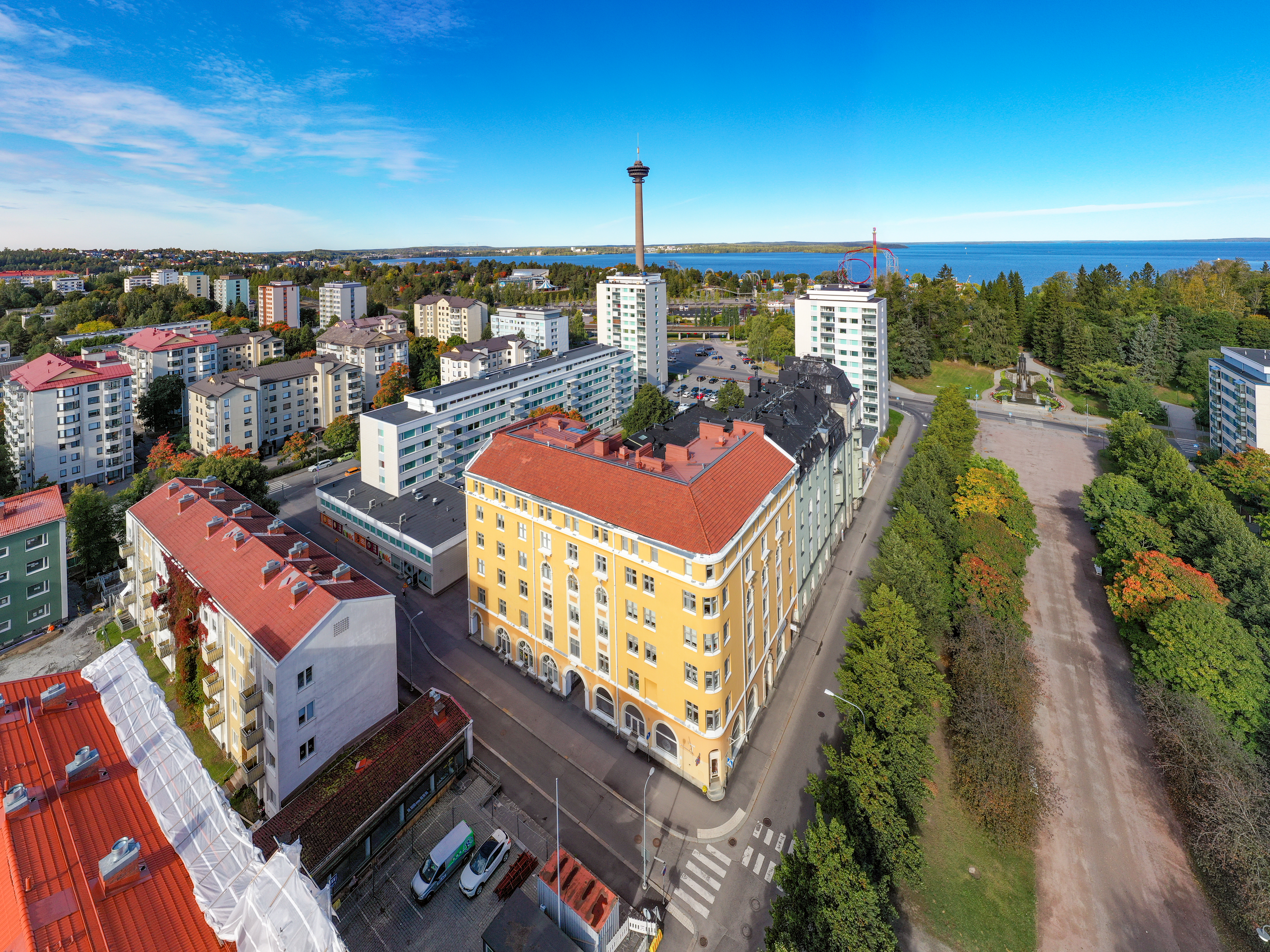
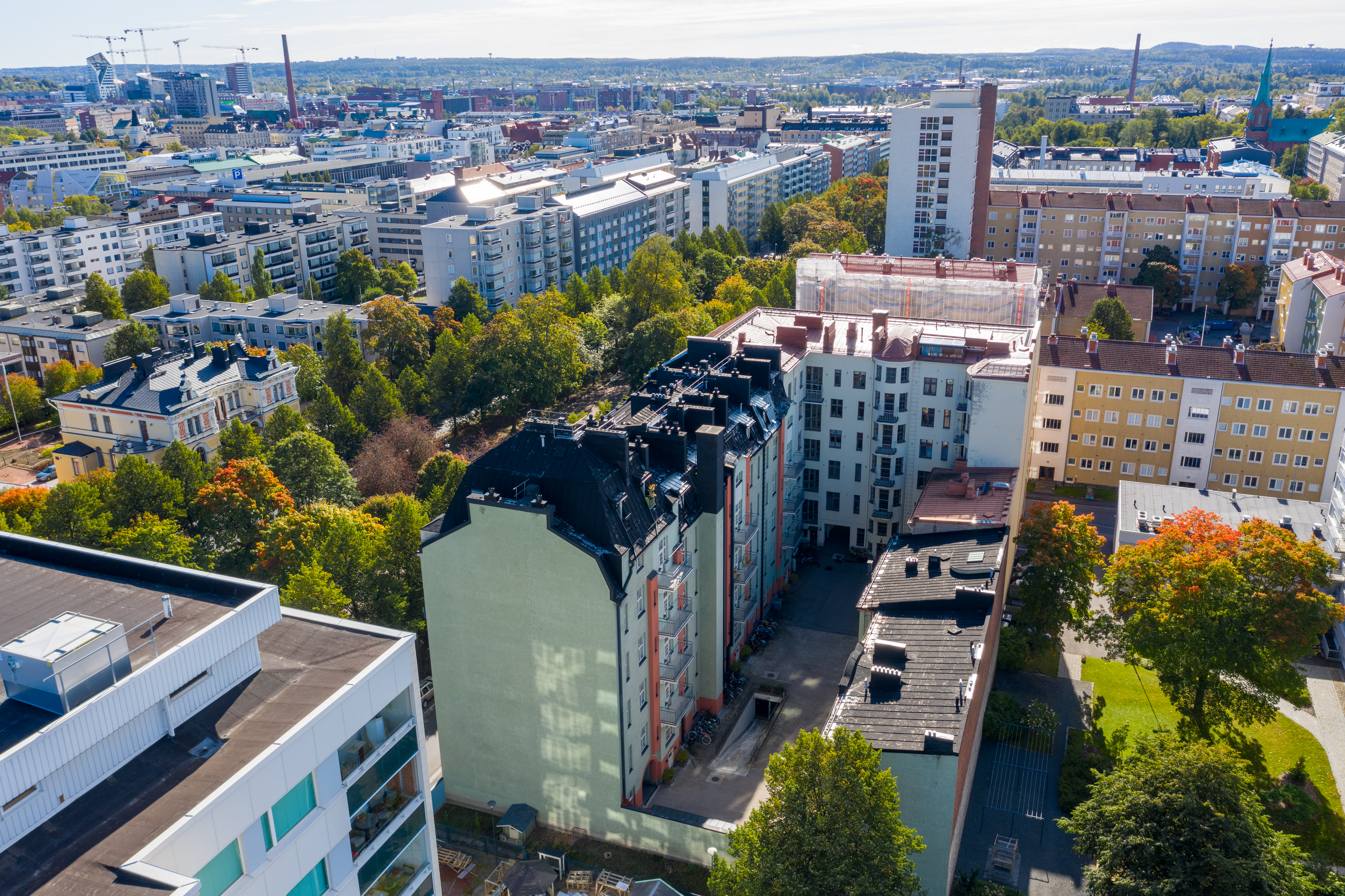
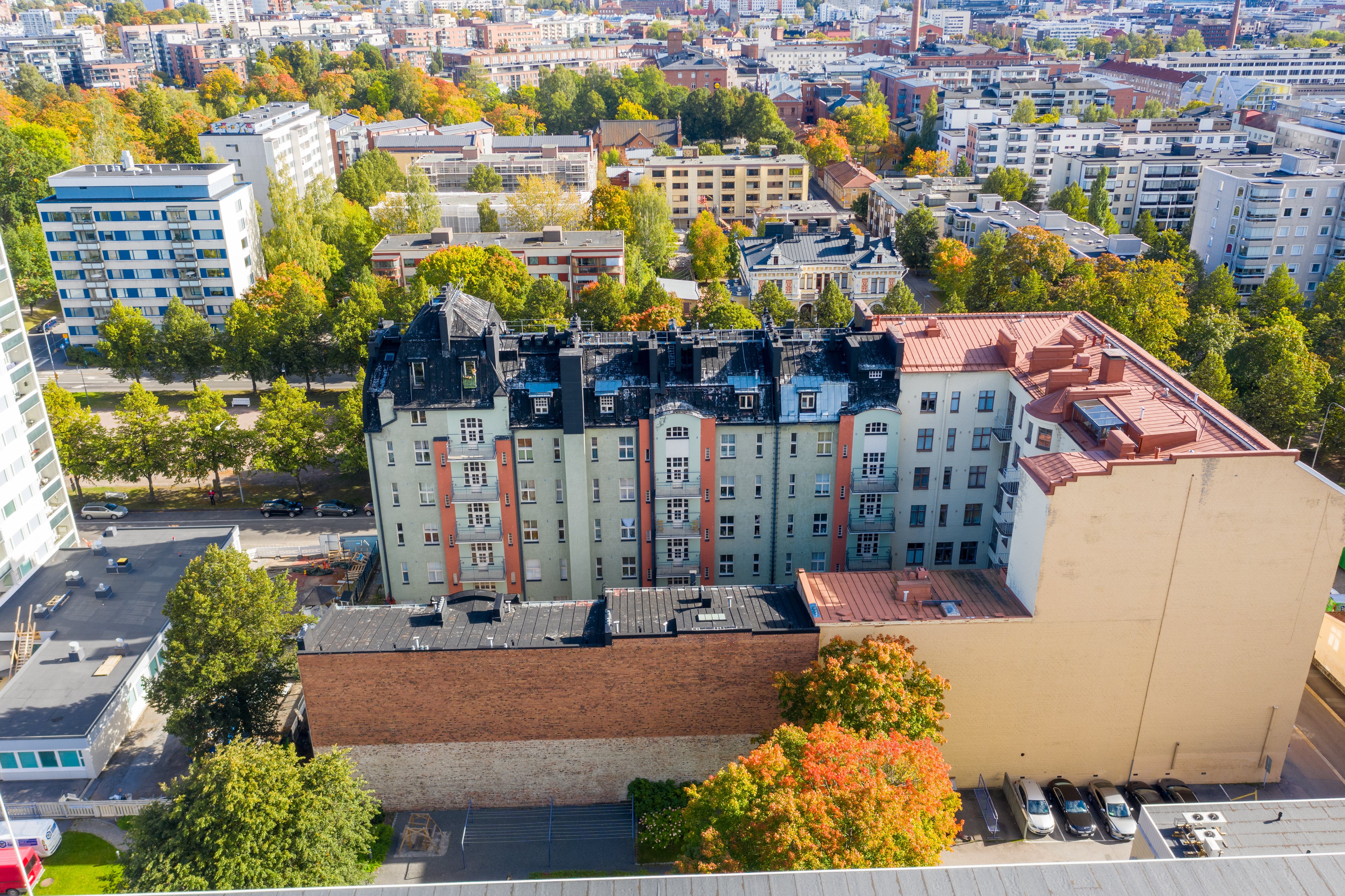
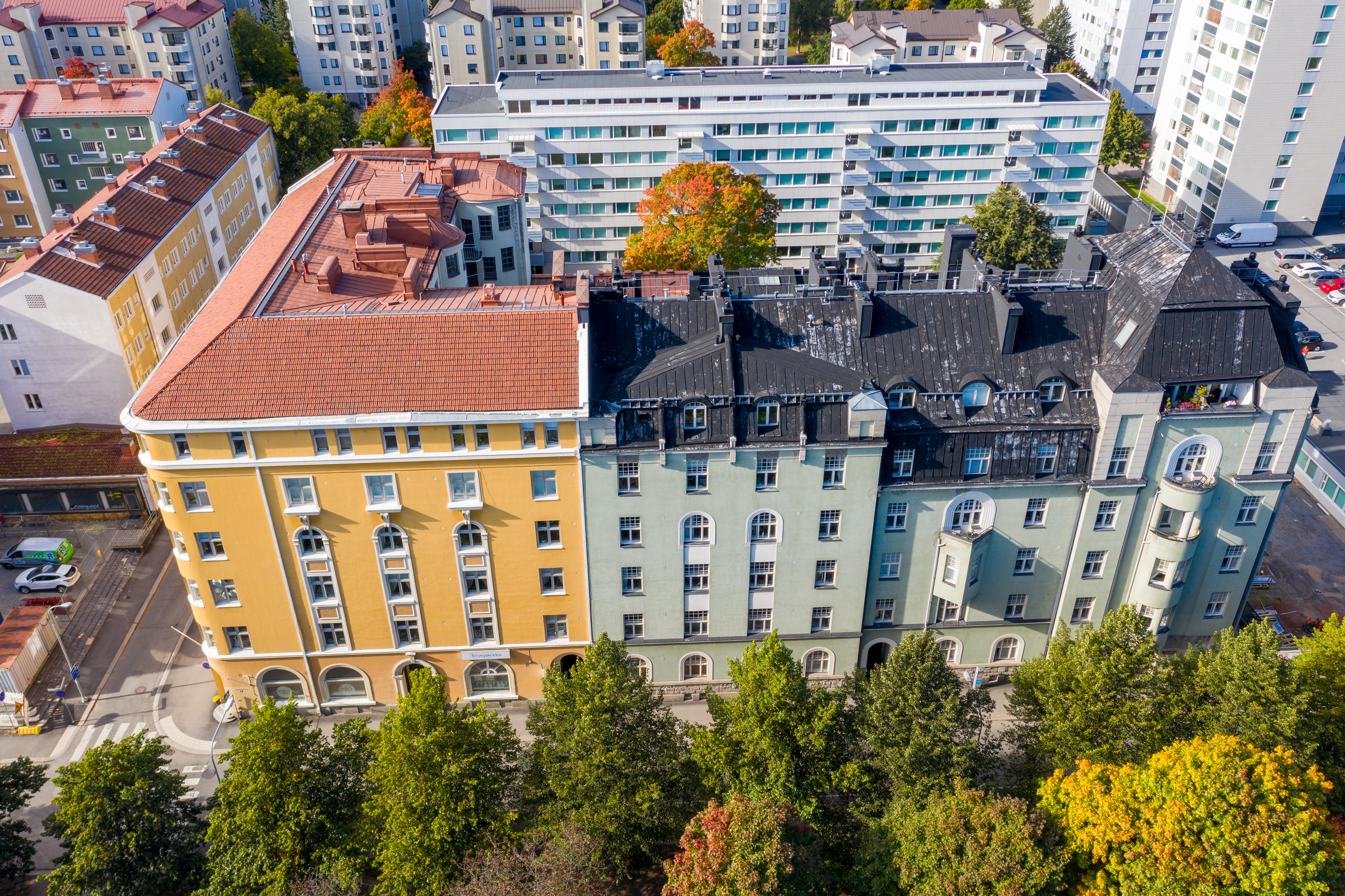
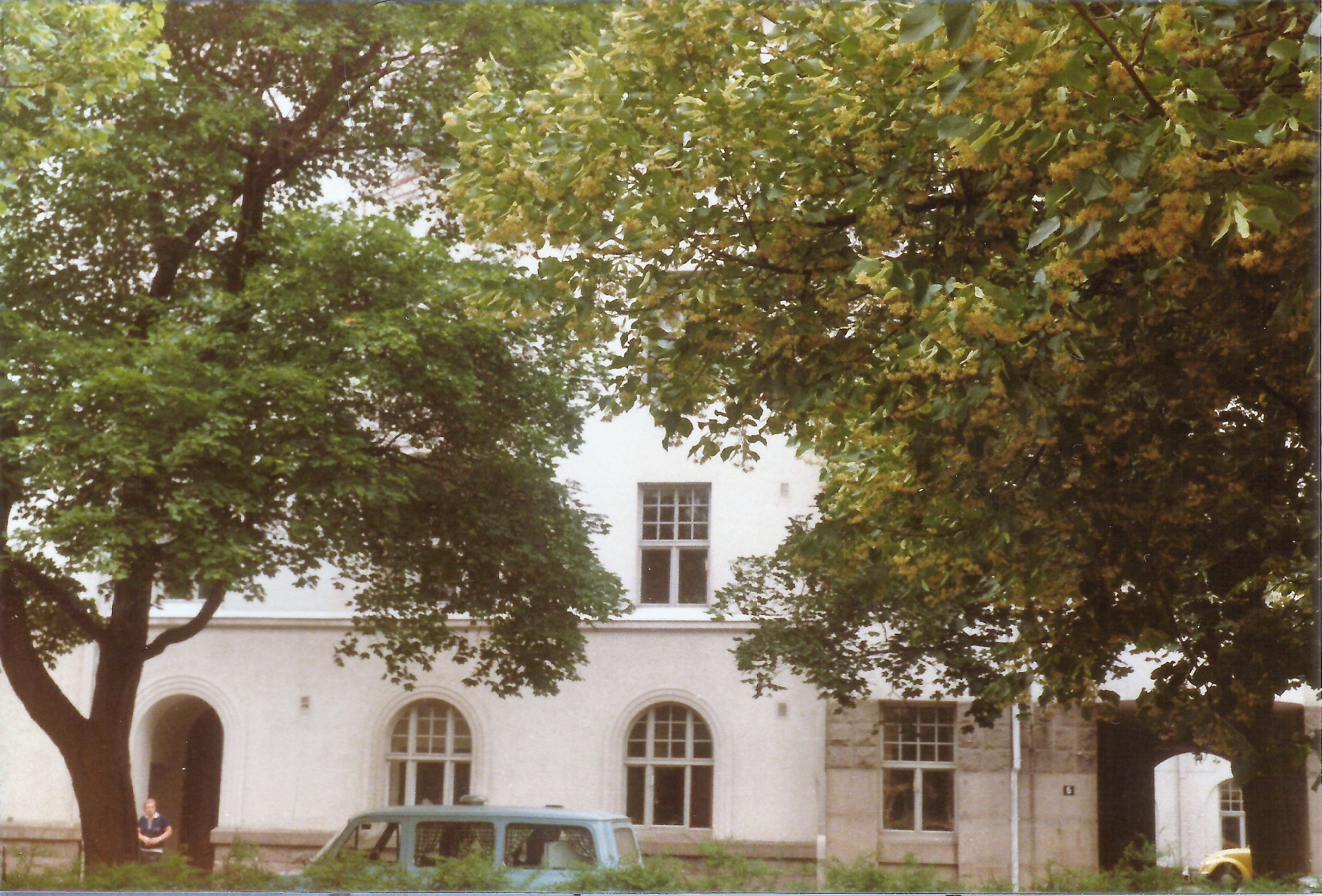